# Liga dos Comunistas da Eslovênia
A Liga dos Comunistas da Eslovênia (em esloveno: Zveza komunistov Slovenije, ZKS; em servo-croata: Savez komunista Slovenije) foi o ramo esloveno da Liga dos Comunistas da Iugoslávia. Foi criado em abril de 1937 como Partido Comunista da Eslovênia e foi o primeiro ramo subnacional autônomo do partido federal. Sua autonomia inicial foi ampliada ainda mais com a constituição iugoslava de 1974, que delegou maior poder aos vários poderes da república. 

## História
Em 1989, a Eslovênia aprovou emendas à sua constituição que afirmavam sua soberania sobre a federação, seu direito de secessão e estabelecia as bases de um sistema multipartidário. Essas emendas foram fortemente contestadas pela liderança da Sérvia sob Slobodan Milošević. Em 23 de janeiro de 1990, a delegação eslovena, liderada por Milan Kučan, deixou o Congresso do Partido da Liga dos Comunistas da Iugoslávia, levando ao colapso do partido totalmente iugoslavo. 
Em 4 de fevereiro de 1990, a Liga dos Comunistas da Eslovênia mudou seu nome para Liga dos Comunistas da Eslovênia – Partido da Renovação Democrática (Zveza komunistov Slovenije – Stranka demokratične prenove, ZKS-SDP); pouco depois, iniciou negociações com a Oposição Democrática da Eslovênia para o estabelecimento de um sistema multipartidário. Em abril de 1990, os comunistas reformados perderam as eleições para a coalizão DEMOS. 

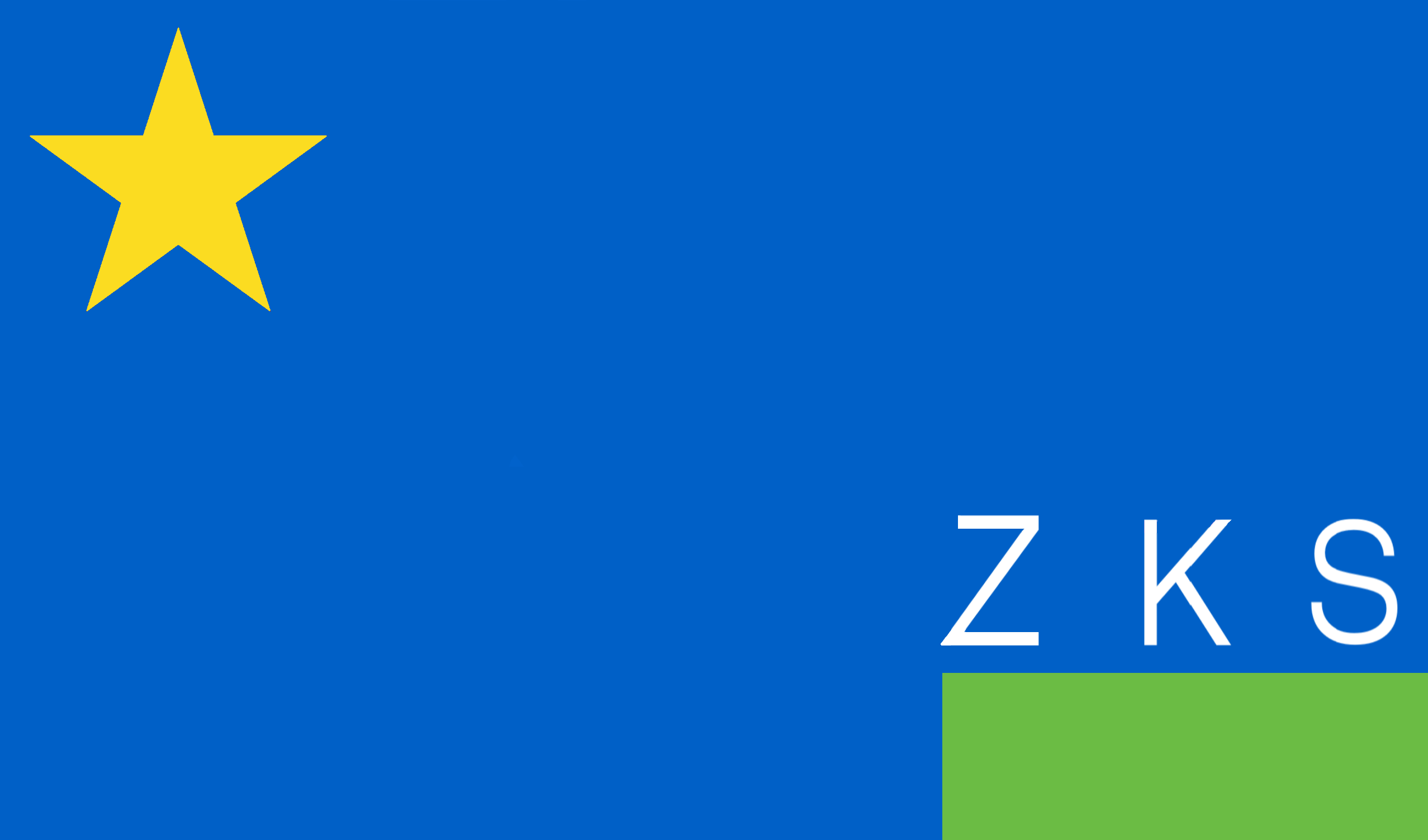
Bandeira do Partido em 1990

## Líderes Partidários

### Presidentes
- Boris Kidric (1945–1946)
- Miha Marinko (1946–1966)
- Albert Jakopič (Outubro de 1966 – Dezembro de 1968)
- Franc Popit (Dezembro de 1968 – Abril de 1982)
- Andrej Marinc (Abril de 1982 – Maio de 1986)
- Milan Kučan (Maio de 1986 – Dezembro de 1989)
- Ciril Ribičič (Dezembro de 1989 – Maio de 1990)

### Outros líderes influentes
- Edvard Kardelj (1910–1979)
- Tone Tomšič (1910–1942)
- Vida Tomšič (1913–1998)
- Boris Kraigher (1914–1967)
- Lidija Šentjurc (1911–2000)
- Ivan Macek (1908–1993)
- Sergej Kraigher (1914–2001)
- Boris Ziherl (1910–1976)
- Stane Dolanc (1925–1999)
- Mitja Ribičič (1919–2013)
- Prežihov Voranc (1893–1950)
- Dragotin Gustincic (1882–1974)
- Stane Kavčič (1919–1987)
- Viktor Avbelj (1914–1993)
- Vladimir Krivic (1914–1996)
- Ivan Regente (1884–1967)
- Jože Potrč (1903–1963)
- Aleš Bebler (1907–1981)
- Joža Vilfan (1908–1987)
- Mirko Košir (1905–1951)
- Angela Vode (1892–1985)
- Dušan Kermavner (1903–1975)
- França Klopčič (1903–1986)
- Dušan Pirjevec (1921–1977)
- Franc Šetinc (1929–2016)
- Janez Vipotnik (1917–1998)
- Vinko Hafner (1920–2015)
- Jože Smole (1927–1996)